# 沖縄県道238号浜比嘉平安座線

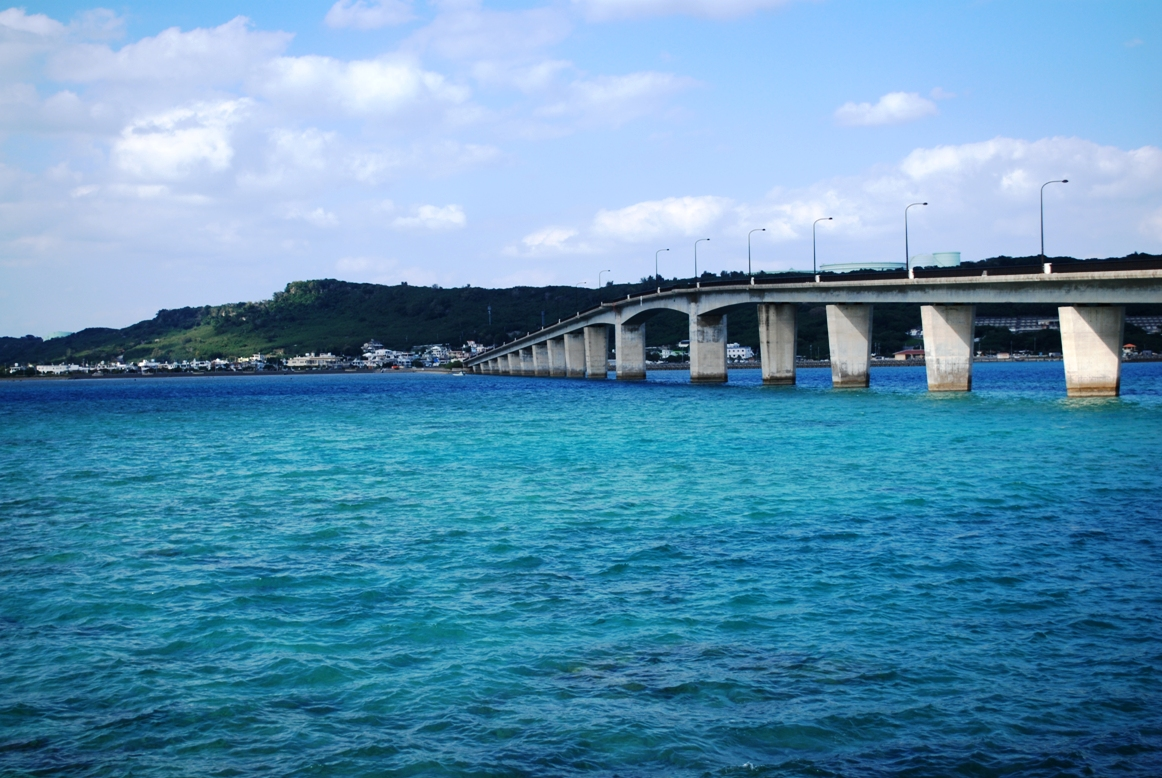
浜比嘉大橋

沖縄県道238号浜比嘉平安座線（おきなわけんどう238ごう はまひがへんざせん）は沖縄県うるま市の浜比嘉島と平安座島とを結ぶ一般県道。路線の目的・シンボルに浜比嘉島と平安座島とを結ぶ浜比嘉大橋がある。

## 概要
- 1991年（平成3年）に浜比嘉島への架橋を県道で建設することが決まり、路線認定される。
- 1997年（平成9年）2月に浜比嘉大橋が開通し、これまで屋慶名港から船でしか行けなかった離島は待ちに待った橋の開通で沖縄本島から海中道路（沖縄本島 - 平安座島・県道10号）経由で気軽に行き来できるようになった。かつては与勝半島周辺には平安座島や浜比嘉島のほかに宮城島、伊計島、藪地島、そして津堅島の5つの（有人）離島があったが、この橋の開通で津堅島だけが同半島で周辺で唯一の離島となった。

### 路線データ
- 起点：うるま市勝連比嘉（浜比嘉島）
- 終点：うるま市与那城平安座（平安座島・沖縄県道10号伊計平良川線）
- 総延長：2.27km（実延長も同じ）

## 路線状況

### 主な橋
- 浜比嘉大橋（全長1.43km・1997年（平成9年）2月開通、本路線実延長の半分以上はこの橋である）

### 路線バス
浜比嘉大橋開通後、勝連町が町営浜比嘉バスを運行していたが（車両はワゴン）、2005年（平成17年）にうるま市となってからは平安座島方面を運行していた平安座総合開発に「うるま市有償バス・伊計屋慶名線」として市が委託、宮城島・伊計島を含め4島すべて経由する形で運行していた。現在、「うるま市有償バス・伊計屋慶名線」は廃止され、平安座総合開発株式会社が屋慶名と伊計島までの営業路線バスとして運行している。

## 地理

### 通過する自治体
- うるま市

### 交差する道路
- 沖縄県道10号伊計平良川線（終点）